# Araegeus
Araegeus is een geslacht van spinnen uit de familie springspinnen (Salticidae).

## Soorten
De volgende soorten zijn bij het geslacht ingedeeld:
- Araegeus fornasinii (Pavesi, 1881)
- Araegeus mimicus Simon, 1901